# Pierluigi Chicca
Pierluigi Chicca (* 22. Dezember 1937 in Livorno; † 18. Juni 2017 in Rom) war ein italienischer Säbelfechter.

## Erfolge
Pierluigi Chicca nahm an den Olympischen Spielen 1960 in Rom teil und gewann Bronze mit der Säbel-Mannschaft. Weiter gewann er mit der Mannschaft Silber bei den Olympischen Spielen 1964 in Tokio, bei den Weltmeisterschaften 1965 und bei den Olympischen Spielen 1968 in Mexiko-Stadt.
Von 2000 bis 2002 war er Trainer der italienischen Säbelnationalmannschaft.